# ハリー・ウェスレイク
ハリー・ウェスレイク（Harry Weslake、1897年8月21日 - 1978年9月3日）はイギリスの自動車技術者である。レーシングエンジンビルダーのウェスレイクを創業したことで知られる。 

## 経歴
父親ヘンリー・ジョン・ウェスレイクは、ガスメーターの製造会社であるウィリー・アンド・カンパニー社（Willey and Co.）という、地元エクセターでは大きな会社を営んでいた人物で、ウェスレイクはその次男として生まれた。
ウェスレイクは勉強よりもスポーツを好み、学生時代に自転車を手に入れたが、ほどなく、オートバイが欲しくなったことで、自身で作ろうと考えた。ウェスレイクは、自転車の後輪の横にエンジンで駆動する補助輪1輪をつけたサイドカーのようなオートバイを考案した。この「オートバイ」は設計したのみで、父親が資金援助を渋ったため、実際に製造はしなかったが、これは後年登場する似たようコンセプトのウォール・オートホイールに先んじるものだった。

### 見習い期間
1912年、15歳の時に運転免許証を取得し、この時期に父親のウィリー・アンド・カンパニー社で見習いとして働き始めた。同社では、父の計らいで、工具室、製図、鋳物、製作といったあらゆる部門で経験を積み、これが後のエンジニアとしてのウェスレイクの基礎となる。
1914年9月に第一次世界大戦が始まると、ウェスレイクはイギリス陸軍のデヴォンシャー連隊にすぐさま志願したが、開戦直後であり、ウィリー・アンド・カンパニー社の仕事も既に持っているということが勘案され、志願の除外を受ける。
1915年から通勤用にオートバイに本格的に乗り始め、レースにも興味を持ち、まずはヒルクライムへの参加を始め、余暇はオートバイを改造して過ごすようになった。
1916年、18歳の時に改めてイギリス陸軍航空隊（2年後にイギリス空軍に改組）に志願し、この時は認められ、ヘイスティングスに配属されてパイロット候補生となった。候補生の訓練には内燃機関についての講習が含まれており、ウェスレイクは筋の良さを認められ、教官から航空エンジン用のキャブレターの設計試作を指示され、この時に初めてキャブレターの設計を行った。
このキャブレターは優秀で、ウェスレイクはそのアイデアを基に熟成を進め、燃料を噴霧する「センスプレー」（Senspray）という機構を備えたキャブレターを設計・開発し、1918年にその特許を取得した。

### Wex
1919年に除隊したウェスレイクは、ロンドンにて、キャブレター製造会社のウェックス・キャリブレーター社（Wex）を創業した。
この時期のウェスレイクは主にオートバイのエンジンを手掛け、エンジンの中の燃焼ガスの噴流に着目し、その流量を計測・試験し、どういったアプローチが効果的に機能し、あるいは機能しないのか、その感覚を磨いていった。
この時期に、ウェスレイクはウォルター・オーウェン・ベントレーに雇われ、エンジン出力の低さに悩んでいたレース用のベントレーエンジンの開発コンサルタントを務めた。ウェスレイクは、オートバイ用エンジンと同様、エンジン内の気流のテストと調整を行うことで、ベントレーのレース用エンジンの出力を従来よりも20%から40%は向上させた。
こうした改良が奏功し、ベントレーは、1929年のル・マン24時間レースで総合優勝から4位までを独占する圧勝をし、さらに、1930年のル・マン24時間レースでも1-2フィニッシュを達成した。

### SSカーズ / ジャガー

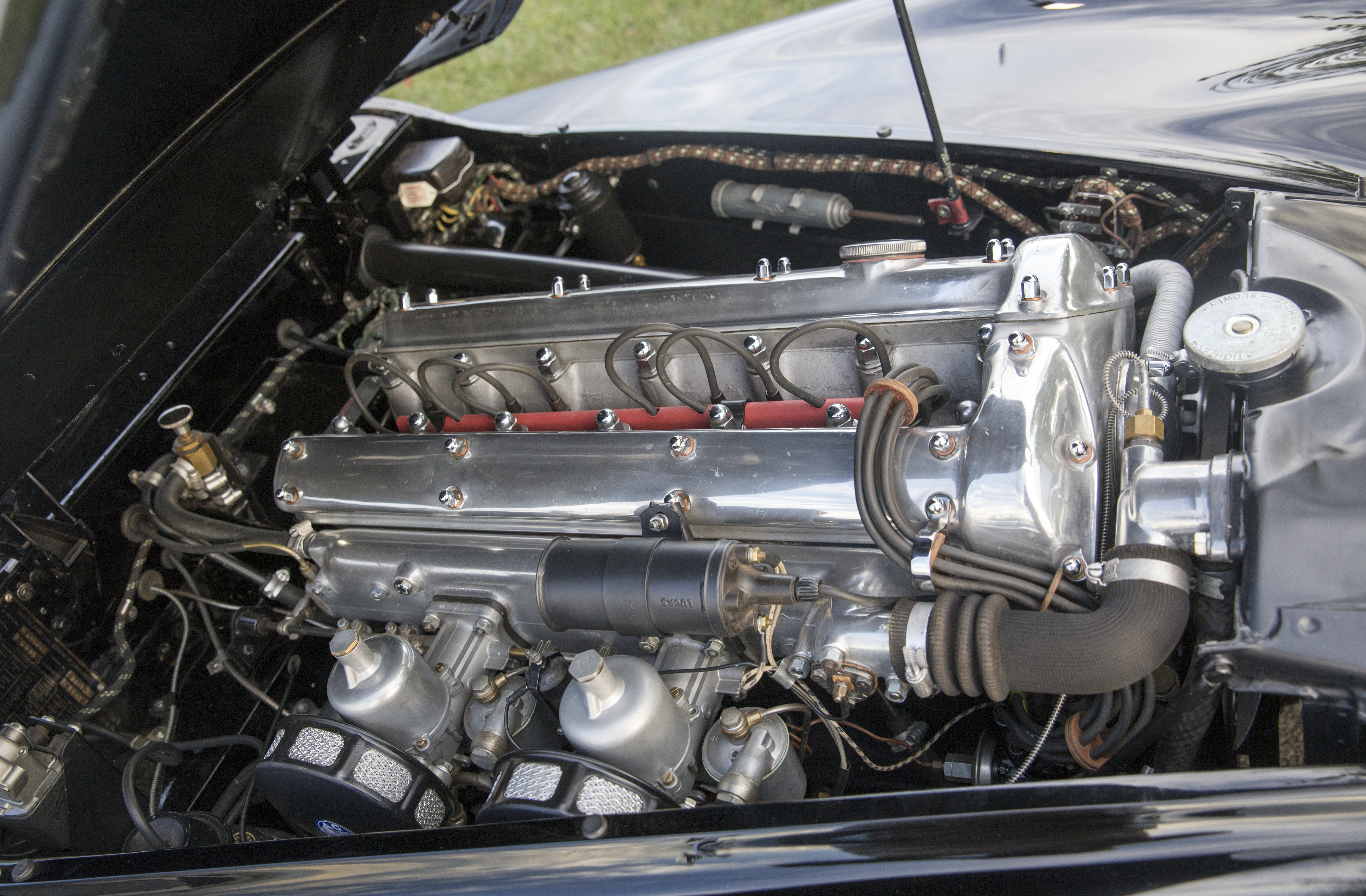
XK120に搭載されたXKエンジン

1934年、ウィリアム・ライオンズと契約を結び、SSカーズのためにコンサルタントとして働き始めた。この際、それまでのSSカーズの2.5リッター直列6気筒エンジンの最大出力は20馬力程度だったが、ウェスレイクはそれを95馬力まで引き上げることを約束した。
1935年に同社に入社したウィリアム・ヘインズとも協力し、2.7リッターのエンジンを開発し、目標を上回る102馬力を発生させることに成功した。この改良について、従来はサイドバルブだったシリンダーヘッドを、オートバイ用エンジンからの着想で、オーバーヘッドバルブ（OHV）に変更したことが出力向上の決め手となった。このエンジンは、スポーツカーの「SS100」に搭載された。
ウェスレイクは第二次世界大戦（1939年 - 1945年）の戦時中もSSカーズへの協力を続け、戦後の1945年に同社が「ジャガー」に改名された後も関与し、ヘインズやウォルター・ハッサンと協力してジャガー・XK120のXKエンジンも手掛けた。ウェスレイクはこのエンジンをさらに発展させ、1955年のル・マン24時間レースで上位3位を独占したジャガー・Dタイプにもこのエンジンが搭載された。

### ウェスレイク
1947年、サセックス州（現在のイースト・サセックス）のライにファクトリーを建設し、ウェスレイク社（Weslake and Co, Ltd.）を設立した。
この会社はオースティン、オースチン・ヒーレー、コンノート、コヴェントリー・クライマックス、デイムラー、HWM、ジャガー、MG、ヴァンウォール、ウーズレーといった、イギリスの主だったエンジン製造メーカーのほとんどと取引した。

#### ヴァンウォール
F1コンストラクターのヴァンウォールを設立したトニー・ヴァンダーヴェルは、少年時代の1930年代からウェスレイクの活躍を知っていた。1950年代に入り、当時始まったばかりのフォーミュラ1（F1）へ参戦するにあたり、自身の「シンウォール・スペシャル」（フェラーリのグランプリ車両がベース）のフェラーリエンジンのシリンダーヘッドの改造を依頼するという形で、ウェスレイクへの依頼を始めた。
その後、ヴァンウォールは独自の車両とエンジンを開発して1954年からF1に参戦を始めたが、1955年シーズンになっても成績は振るわず、エンジンを改良する依頼が再びウェスレイクに持ち込まれた。ウェスレイクは、ヴァンウォールのVバンク角60度のV型12気筒エンジンの吸気特性を改善するためシリンダーヘッドを改修した。このエンジンは285馬力程度を発生するようになり、1958年シーズンにヴァンウォールは初めて設けられたF1のコンストラクターズタイトルを獲得することになる。

#### ガーニー＝ウェスレイク・V12
オール・アメリカン・レーサーズ（AAR）からの依頼により、F1用の3リッターV型12気筒エンジンを製作することになった。
このエンジンは、当初、F1で3リッター規定が導入される1966年シーズンの序盤から投入される予定だったが、全くの新設計であるため完成が遅れ、デビューは同年9月に開催された第7戦イタリアGPまで遅れた。1966年時点で370馬力、翌1967年時点で417馬力という当時としては高い出力を発生したが、結果として、優勝したのは1967年ベルギーGPの1戦のみとなった（ニュルブルクリンクで開催されたドイツGPではトップを独走したがドライブシャフトを折ってリタイアした）。ガーニーは自製車両とエンジンによる参戦に見切りをつけ、1968年シーズンはマクラーレン・フォード（M7A）を走らせるようになり、それも短期間で終わり、その年限りでF1からは撤退した。

## 人物
仕事に対しても人々に対しても、無愛想でナンセンスな態度を取ることで知られていた。
ライオンズとの最初の会合でも、SS社（ジャガー）のサイドバルブ式エンジンを酷評した。それでもSS社に協力することにしたのは、その少し前にMGの社長セシル・キンバーと不仲になり、その競合であるSS社に協力して意趣返しをすることが大きな動機だった。
エンジン技術者としては、吸入ポートの空気流への着目は1920年代当時としては先進的で、それを用いて多くのエンジンの改良を行った。一方、1960年代頃には、すでに旧式化した吸入ポート理論に傾くあまり、排気脈動の効果的な活用ができていなかったとも指摘されている。